# Polybius (geslacht)
Polybius is een geslacht van krabben in de familie Carcinidae.

## Soorten
Het geslacht Polybius telt 13 soorten:
- Polybius bolivari   (Zariquey Álvarez, 1948)
- Polybius corrugatus   (Pennant, 1777)
- Polybius depurator   (Linnaeus, 1758)
- Polybius dioscurus  García-Raso, d'Udekem d'Acoz, Moukrim, Schubart & Cuesta, 2024
- Polybius henslowii  Leach, 1820
- Polybius holsatus  (Fabricius, 1798)
- Polybius maculatus  (Risso, 1827)
- Polybius marmoreus  (Leach, 1814)
- Polybius navigator  (Herbst, 1794)
- Polybius pusillus  (Leach, 1816)
- Polybius strigilis  (Stimpson, 1858)
- Polybius vernalis  (Risso, 1827)
- Polybius zariquieyi  (Gordon, 1968)